# Tiloxtoc
Tiloxtoc är en ort i Mexiko.   Den ligger i kommunen Ixtacamaxtitlán och delstaten Puebla, i den sydöstra delen av landet, 120 km öster om huvudstaden Mexico City. Tiloxtoc ligger 2 702 meter över havet och antalet invånare är 384.
Terrängen runt Tiloxtoc är lite bergig, och sluttar österut. Runt Tiloxtoc är det ganska tätbefolkat, med 56 invånare per kvadratkilometer. Närmaste större samhälle är Tlaxco, 16,9 km väster om Tiloxtoc. I omgivningarna runt Tiloxtoc växer huvudsakligen savannskog.